# La Roche
För andra betydelser, se La Roche (olika betydelser).
La Roche är en ort och kommun i distriktet Gruyère i kantonen Fribourg, Schweiz. Kommunen hade 1 859 invånare (2023).